# Úrvalsdeild Karla 2021
La Úrvalsdeild Karla 2021 (conocida como Pepsi Deild Karla al ser patrocinada por Pepsi) fue la edición número 110 de la Úrvalsdeild Karla. La temporada comenzó el 30 de abril de 2021 y finalizó el 25 de septiembre del mismo año.

## Sistema de competición
Los doce equipos participantes jugaron entre sí todos contra todos dos veces totalizando 22 partidos cada uno, al término de la jornada 22 el primer clasificado obtuvo un cupo para la ronda preliminar de la UEFA Champions League 2022-23, mientras que el segundo y tercer clasificado obtuvieron un cupo para la primera ronda de la UEFA Europa Conference League 2022-23; por otro lado los dos últimos clasificados descendieron a la 1. deild karla 2022. 
Un tercer cupo para la primera ronda de la UEFA Europa Conference League 2022-23 fue asignado al campeón de la Copa de Islandia.

## Ascensos y descensos
| Pos. | Ascendidos de 1. deild karla 2020 |
| ---- | --------------------------------- |
| 1    | Keflavík                          |
| 2    | Leiknir                           |

| Pos. | Descendidos de Úrvalsdeild 2020 |
| ---- | ------------------------------- |
| 11   | Íþróttafélagið                  |
| 12   | Fjölnir                         |

## Equipos participantes
| Equipo             | Ciudad        | Estadio           | Capacidad |
| ------------------ | ------------- | ----------------- | --------- |
| Breiðablik         | Kópavogur     | Kópavogsvöllur    | 3.009     |
| FH                 | Hafnarfjörður | Kaplakrikavöllur  | 6.450     |
| Fylkir             | Reikiavik     | Fylkisvöllur      | 1.854     |
| HK                 | Kópavogur     | Kórinn            | 1.452     |
| ÍA                 | Akranes       | Akranesvöllur     | 3.054     |
| KA                 | Akureyri      | Akureyrarvöllur   | 1.645     |
| Keflavík           | Keflavík      | Keflavíkurvöllur  | 5.200     |
| KR                 | Reikiavik     | KR-Völlur         | 3.333     |
| Leiknir            | Reikiavik     | Leiknisvöllur     | 1.500     |
| Stjarnan           | Garðabær      | Stjörnuvöllur     | 1.440     |
| Valur              | Reikiavik     | Vodafonevöllurinn | 2.465     |
| Víkingur Reykjavík | Reikiavik     | Víkingsvöllur     | 1.848     |

## Clasificación
| Pos. | Equipo                 | Pts. | PJ | G  | E | P  | GF | GC | Dif. | Clasificación o descenso                            |
| ---- | ---------------------- | ---- | -- | -- | - | -- | -- | -- | ---- | --------------------------------------------------- |
| 1    | Víkingur Reykjavík (C) | 48   | 22 | 14 | 6 | 2  | 38 | 21 | +17  | Ronda preliminar de la Liga de Campeones 2022-23    |
| 2    | Breiðablik             | 47   | 22 | 15 | 2 | 5  | 55 | 21 | +34  | Primera ronda de la Liga Europa Conferencia 2022-23 |
| 3    | KR                     | 41   | 22 | 12 | 5 | 5  | 35 | 19 | +16  | Primera ronda de la Liga Europa Conferencia 2022-23 |
| 4    | KA                     | 40   | 22 | 12 | 4 | 6  | 36 | 20 | +16  |                                                     |
| 5    | Valur                  | 39   | 22 | 12 | 3 | 7  | 37 | 26 | +11  |                                                     |
| 6    | FH                     | 33   | 22 | 9  | 6 | 7  | 39 | 26 | +13  |                                                     |
| 7    | Stjarnan               | 22   | 22 | 6  | 4 | 12 | 24 | 36 | −12  |                                                     |
| 8    | Leiknir                | 22   | 22 | 6  | 4 | 12 | 18 | 32 | −14  |                                                     |
| 9    | ÍA                     | 21   | 22 | 6  | 3 | 13 | 29 | 44 | −15  |                                                     |
| 10   | Keflavík               | 21   | 22 | 6  | 3 | 13 | 23 | 38 | −15  |                                                     |
| 11   | HK (D)                 | 20   | 22 | 5  | 5 | 12 | 21 | 39 | −18  | Descenso a la 1. deild karla 2022                   |
| 12   | Fylkir (D)             | 16   | 22 | 3  | 7 | 12 | 18 | 51 | −33  | Descenso a la 1. deild karla 2022                   |

 Fuente: Flashscore; KSI (en islandés)
Criterios de clasificación: 1) Puntos; 2) Gol diferencia; 3) Goles anotados; 4) Puntos entre sí; 5) Gol diferencia entre sí; 6) Goles anotados entre sí; 7) Goles de visitante entre sí; 8) Play-off (solo para decidir al campeón); 9) Sorteo.

## Tabla de resultados cruzados
| Local \ Visitante  | BRE | FH  | FYL | HK  | ÍA  | KA  | KEF | KR  | LEI | STJ | VAL | VÍK |
| ------------------ | --- | --- | --- | --- | --- | --- | --- | --- | --- | --- | --- | --- |
| Breiðablik         | —   | 4–0 | 2–0 | 3–0 | 2–1 | 2–0 | 4–0 | 0–2 | 4–0 | 4–0 | 3–0 | 4–0 |
| FH                 | 1–0 | —   | 1–0 | 2–4 | 5–1 | 1–1 | 0–0 | 0–2 | 5–0 | 1–1 | 1–1 | 1–2 |
| Fylkir             | 0–7 | 0–2 | —   | 1–2 | 3–1 | 2–1 | 4–2 | 1–1 | 0–0 | 1–1 | 0–6 | 0–3 |
| HK                 | 2–3 | 1–3 | 2–2 | —   | 1–3 | 0–0 | 1–0 | 0–1 | 2–1 | 1–0 | 0–3 | 0–0 |
| ÍA                 | 2–3 | 0–3 | 5–0 | 4–1 | —   | 0–2 | 2–2 | 0–2 | 3–1 | 0–0 | 2–1 | 1–1 |
| KA                 | 0–2 | 2–2 | 2–0 | 2–0 | 3–0 | —   | 2–1 | 1–2 | 3–0 | 2–1 | 0–1 | 0–1 |
| Keflavík           | 2–0 | 0–5 | 1–1 | 2–0 | 2–3 | 1–4 | —   | 0–2 | 1–0 | 2–0 | 1–2 | 1–2 |
| KR                 | 1–1 | 1–1 | 4–0 | 1–1 | 3–1 | 1–3 | 1–0 | —   | 2–1 | 1–2 | 2–3 | 1–2 |
| Leiknir            | 3–3 | 2–1 | 3–0 | 0–0 | 2–0 | 0–1 | 0–1 | 0–2 | —   | 2–0 | 1–0 | 2–1 |
| Stjarnan           | 1–3 | 0–4 | 2–0 | 2–1 | 4–0 | 0–1 | 2–3 | 0–2 | 0–0 | —   | 2–1 | 2–3 |
| Valur              | 3–1 | 2–0 | 1–1 | 3–2 | 2–0 | 1–4 | 2–1 | 1–0 | 1–0 | 1–2 | —   | 1–1 |
| Víkingur Reykjavík | 3–0 | 2–0 | 2–2 | 3–0 | 1–0 | 2–2 | 1–0 | 1–1 | 2–0 | 3–2 | 2–1 | —   |